# Donja Jurkovica
Donja Jurkovica (cyr. Доња Јурковица) – wieś w Bośni i Hercegowinie, w Republice Serbskiej, w gminie Gradiška. W 2013 roku liczyła 149 mieszkańców.